# Andrea Šimara
Andrea Šimara (Zagreb, 13. srpnja 1997.), hrvatska rukometašica članica rukometnog kluba Podravka Vegeta. Igra na mjestu lijevog krila.

## Karijera
Andrea je karijeru započela u zagrebačkoj Trešnjevki, nakon čega karijeru nastavlja u zagrebačkoj Lokomotivi.
Nastupala je za Hrvatsku na Europskom prvenstvu 2020. u Danskoj, na Svjetskom prvenstvu 2021. u Španjolskoj, te na Mediteranskim igrama u Alžiru.